# Bondyrz (gromada)
Bondyrz – dawna gromada, czyli najmniejsza jednostka podziału terytorialnego Polskiej Rzeczypospolitej Ludowej w latach 1954–1972.
Gromady, z gromadzkimi radami narodowymi (GRN) jako organami władzy najniższego stopnia na wsi, funkcjonowały od reformy reorganizującej administrację wiejską przeprowadzonej jesienią 1954 do momentu ich zniesienia z dniem 1 stycznia 1973, tym samym wypierając organizację gminną w latach 1954–1972.
Gromadę Bondyrz z siedzibą GRN w Bondyrzu utworzono – jako jedną z 8759 gromad na obszarze Polski – w powiecie zamojskim w woj. lubelskim na mocy uchwały nr 18 WRN w Lublinie z dnia 5 października 1954. W skład jednostki weszły obszary dotychczasowych gromad Bondyrz, Bliżów i Trzepieciny ze zniesionej gminy Suchowola w tymże powiecie. Dla gromady ustalono 14 członków gromadzkiej rady narodowej.
31 grudnia 1961 z gromady Bondyrz wyłączono wieś Szopowe i stację kolejową Krasnobród, włączając je do gromady Józefów w powiecie biłgorajskim w tymże województwie.
1 stycznia 1969 gromadę zniesiono, włączając jej obszar do gromad Krasnobród (wsie Bondyrz, Hucisko, Malewszczyzna, Potok Senderki, Stara Huta i Trzepieciny) i Potoczek (wieś Blizów) w tymże powiecie.